# 成川 (鴨川市)
成川（なりがわ）は、千葉県鴨川市の大字。郵便番号は296-0105。
電話番号は04-7097が使われる。

## 隣接地区
- 北小町
- 南小町
- 仲
- 大川面
- 君津市豊英
- 君津市奥米
- 君津市香木原

※特記ないものは鴨川市。

## 世帯数と人口
2017年（平成29年）10月31日現在の世帯数と人口は以下の通りである。
| 大字 | 世帯数  | 人口  |
| ---- | ------- | ----- |
| 成川 | 190世帯 | 408人 |

## 小・中学校の学区
市立小・中学校に通う場合、学区は以下の通りとなる。
| 番地 | 小学校             | 中学校             |
| ---- | ------------------ | ------------------ |
| 全域 | 鴨川市立長狭小学校 | 鴨川市立長狭中学校 |

## 施設
- JA安房
- ウテナ・ケアプランサービス
- ふるさと回帰支援センター
- 市商工会長狭支所
- 主基公民館
- 植松理容店
- 方広寺
- 都留電気

ほか